# Акрити
Акритите (на гръцки: ἀκρίται) са нередовни военни части, охраняващи през IX-XI век източната граница на Византийската империя с мюсюлманските държави в Близкия Изток.
Съставени са главно от лека пехота, набирана сред арменците и други жители на тези области, които имат етнически смесено население. Акрити съставляват и основната маса от сектата на павликяните. Подвизите на акритите са основа на епическия цикъл Акритски песни, най-известна сред които е „Дигенис Акрит“, определяна като византийски национален епос.